# Макул (Чиле)
Макул (шп. Macul) је општина у Чилеу. По подацима са пописа из 2002. године број становника у месту је био 112.535.

## Демографија
| 2002.   |
| ------- |
| 112.535 |